# Chácara Itaim
 Chácara Itaim é um bairro da cidade de São Paulo, no estado de São Paulo. Fixado na zona oeste de São Paulo (Brasil) no distrito do Itaim Bibi, é administrado pela Subprefeitura de Pinheiros.
Limita-se com os bairros: Cidade Jardim, Vila Olímpia, Itaim Bibi e Jardim Europa.

## História
Por volta do século XIX o general José Vieira Couto de Magalhães adquiriu a área que hoje é o bairro do Itaim. Antigamente a região abrigava as propriedades rurais, razão do nome do bairro, que serviam para o lazer de seus prósperos proprietários. Ficou com a família até a década de 1920, quando o local foi loteado por um dos herdeiros, após o loteamento elas foram vendidas a imigrantes italianos, que vinham de outros bairros da cidade de São Paulo, sendo um bairro proletário. 
Assim como os seus bairros vizinhos a região de Chácara Itaim historicamente sofreu com as inundações do rio Pinheiros, sendo desvalorizada, não atrativa para o mercado imobiliário. A partir de obras de gentrificação realizadas pela Prefeitura na década de 1990 o problema das enchentes foi contido. Com isso e com a abertura do Parque do Povo, já no final dos anos 2000, se tornou uma das áreas mais nobres da cidade e ultravalorizada, havendo a mudança de perfil socioeconomico de seus moradores.

## Pontos de interesse

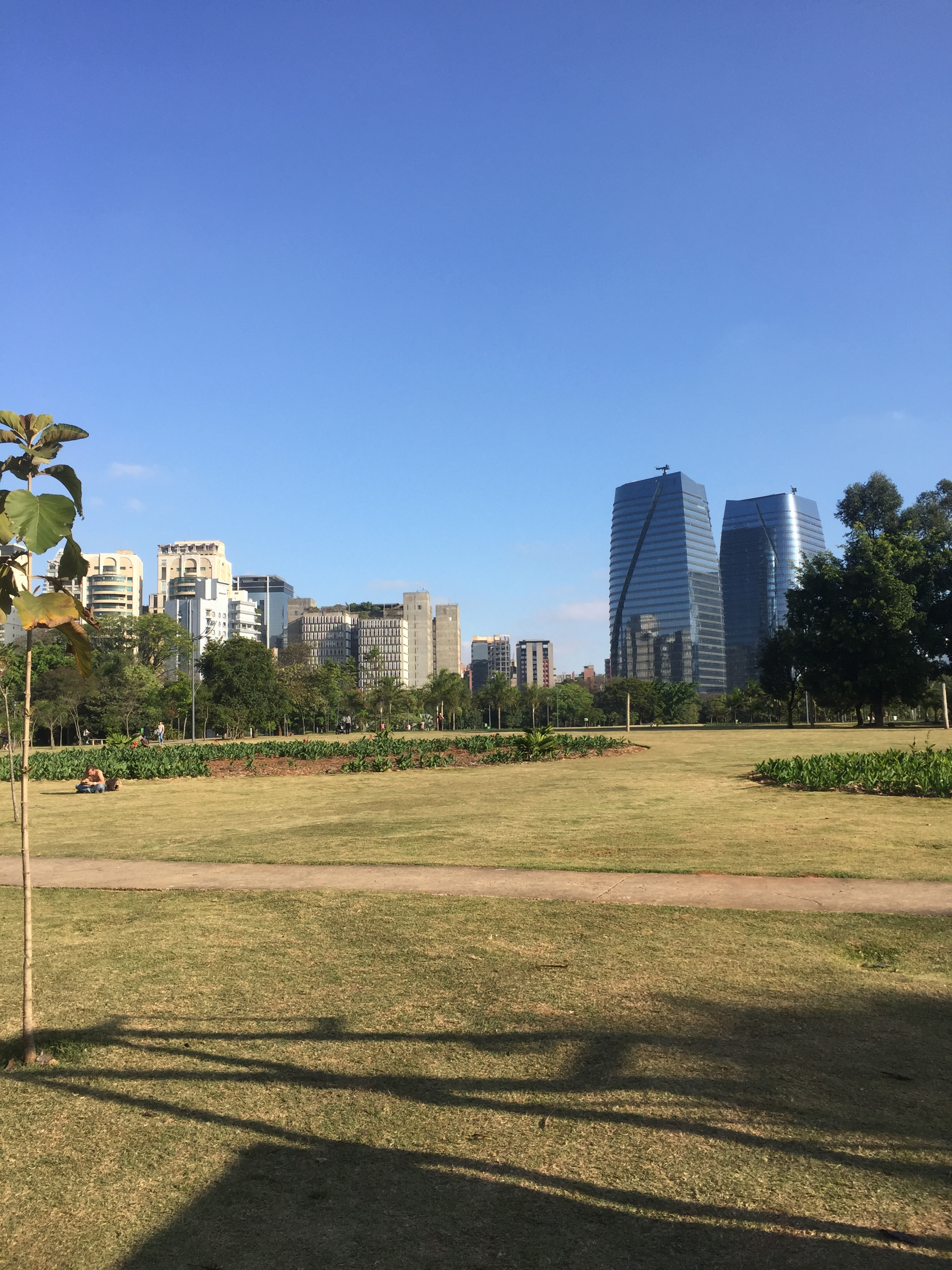
Parque do povo

### Parque do Povo
O Parque Povo Mário Pimenta Camargo, mais conhecido como Parque do Povo, se localiza na zona sul, na avenida Henrique Chamma, 420, é um dos principais atrativos deste bairro, possuindo 112.000 metros quadrados, inaugurado em 28 de setembro de 2008. A área do parque inicialmente pertencia á Caixa Econômica Federal e ao Instituto Nacional do Seguro Social, mais tarde, em 2006, a prefeitura conseguiu a cessão do espaço dando início ao projeto do parque. Nele há diversas atividades de lazer para todos, como por exemplo, o jogo gigante de xadrez no qual o visitante pode movimentar peças enormes em um tabuleiro quadriculado no chão. O parque faz sucesso em seu luxuoso bairro, sua infraestrutura bem dividida não ajuda seus visitantes a praticarem seus esportes como corrida e não atrapalhe quem anda de skate.O parque está aberto todos os dias e funciona das 6 ás 22h, chegando a receber cerca de 10 mil visitantes aos domingos (dia mais frequentado). O parque não possui lanchonetes e nem serviço de estacionamento, o motorista deve parar seu carro em estacionamentos privados como o do shopping JK Iguatemi, que abre mais cedo aos sábados e domingos justamente para atender a demanda do parque, alguns motoristas também param o carro nas ruas ao redor do parque
O Jardim Sensitivo é um ponto atraente, composto por ervas aromáticas, em que é possível cheirar, tocar ou até morder algumas das iguarias que crescem por lá, como mostarda, coentro, cheiro-verde, cebolinha, babosa e manjericão.
Para a pratica de atividades físicas, há quadras poliesportivas com marcação especial para esportes paraolímpicos, aparelhos de ginástica de baixo impacto, quadras e campo de futebol. Há também pistas de caminhada e trilhas.
Na grande área aberta do gramado central, pode-se tomar sol e fazer um piqueniques. Existe nessa área a presença de animais domésticos, desde que acompanhados de seus devidos cuidados, como coleira e para os maiores focinheira.
O parque conta com uma quantidade vantajosa de verde, repleto de natureza a sua volta. Somente em espécies de aves típicas de ambientes abertos são encontradas mais de 37 tipos, tais como beija-flor-tesoura, pica-pau-do-campo, suiriri-cavaleiro, sabiá-do-campo, tico-tico. Na copa das árvores ou em sobrevoo pode-se observar maracanã-nobre, tuim, sanhaçu-do-coqueiro, ferreirinho-relógio, alegrinho e pitiguari. De plantas, são 32 espécies distribuídas em conjuntos temáticos compostos por árvores frutíferas nativas, exóticas, madeiras nobres e trepadeiras, entre elas a grumixama e o pau-brasil estão ameaçados
Aos domingos, a ciclofaixa de lazer liga o parque ao do Ibirapuera e ao Villa-Lobos, permitindo um passeio de bicicleta mais longo pelas ruas da cidade.

### Teatro Ventoforte
O Teatro Ventoforte, localizado na rua Brigadeiro Haroldo Veloso, 150,  é fruto da estada de Federico Garcia Lorca na América Latina nos anos 30. A partir de um pupilo, o poeta Javier Villafañi, que ensinou a arte dos bonecos e improviso poético de Lorca para uma jovem professora, que passou para um de seus alunos, que começou a se interessar pela arte. Ilo Krugli, como passou a se chamar, tornou-se ceramista, artista plástico, cenógrafo e encenador teatral, e durante uma viagem, também à América Latina, fazendo espetáculos com bonecos Ilo se depara com as ditaduras nos países latinos. Quando convidado a vir ao Brasil, Ilo introduz a pedagogia com os bonecos a essa corrente. Em 74 monta a peça História de Lenços e Ventos, ainda durante a ditadura militar. A peça foi considerada um divisor de águas na dramaturgia para a infância e juventude no país ganhou uma bela manchete de jornal: "Ventos fortes no teatro para a infância e juventude". Dessa manchete nasce o nome do Grupo, que junta mais de uma centena de prêmios em sua história no Brasil.